# 清河 (選區)
清河（英語：Ching Ho，代號N09）是香港北區區議會下轄的選區，2011年設立，2023年取消，末任區議員為北區連線成員袁浩倫。

## 範圍
選區位於上水南部，包括清河邨及興建中的清濤苑，與其相鄰的選區有御太及粉嶺南，投票站設於風采中學（教育評議會主辦）。

## 沿革
清河選區首次出現於2011年區議會選舉，由原屬御太選區的清河邨和上水鄉郊選區的海裕苑、翠彤苑和雞嶺合併而成。當時人口估算約20,365人，其中有7,271位選民，該次選舉由原御太區議員民建聯藍偉良、民主黨蘇展龍和無黨派人士－前廉政公署執行處副處長徐家傑爭奪，最後藍偉良以大比數的2,625票擊敗兩名對手當選。
2015年區議會選舉，選管會因應新增粉嶺南選區，原屬此區的海裕苑、翠彤苑和雞嶺村劃入該區，藍偉良在沒有競爭對手下自動當選並成功連任。翌年藍偉良退出民建聯，但仍然以新界社團聯會及公屋聯會成員身份活躍。
2019年區議會選舉，議席分別由競逐連任的藍偉良、立場親近建制派的清河邨婦女委員會主席鄭仕蘭以及在參選前於清河邨一間社區服務中心擔任社工長達4年的袁浩倫競逐。2019年10月3日，袁浩倫連同多名地區工作者組成北區連線並宣佈參與區議會選舉。最後袁奪得近四千票，以千票之差擊敗藍偉良及得五百餘票的鄭仕蘭而當選。2021年4月16日，袁浩倫表示不會向政府宣誓，並去信民政事務總署，辭任北區區議員職務，同年6月1日生效。

## 歷屆議員
| 屆別                  | 議員   | 政治聯繫 | 政治聯繫                     |
| --------------------- | ------ | -------- | ---------------------------- |
| 2012年－2015年        | 藍偉良 |          | 民建聯                       |
| 2016年－2019年        | 藍偉良 |          | 民建聯 → 新 新社聯／公屋聯會 |
| 2020年－2021年5月31日 | 袁浩倫 |          | 北區連線                     |
| 2021年6月1日－2023年  | 懸空   | 懸空     | 懸空                         |

## 歷屆選舉結果
| 政党   | 政党                  | 候选人    | 票数  | %     | ±      |
| ------ | --------------------- | --------- | ----- | ----- | ------ |
|        | 獨立                  | ①. 鄭仕蘭 | 512   | 6.99  | 不適用 |
|        | 北區連線              | ②. 袁浩倫 | 3,944 | 53.83 | 不適用 |
|        | 新界社團聯會/公屋聯會 | ③. 藍偉良 | 2,871 | 39.18 | -36.56 |
| 多数票 | 多数票                | 多数票    | 1,073 | 14.65 | -45.49 |

| 政党 | 政党   | 候选人 | 票数     | %      | ±      |
| ---- | ------ | ------ | -------- | ------ | ------ |
|      | 民建聯 | 藍偉良 | 自動當選 | 不適用 | 不適用 |

| 政党   | 政党   | 候选人    | 票数  | %     | ±      |
| ------ | ------ | --------- | ----- | ----- | ------ |
|        | 民建聯 | ①. 藍偉良 | 2,625 | 75.54 | 新選區 |
|        | 民主黨 | ②. 蘇展龍 | 315   | 9.06  | 新選區 |
|        | 無黨派 | ③. 徐家傑 | 535   | 15.4  | 新選區 |
| 多数票 | 多数票 | 多数票    | 2,090 | 60.14 | 新選區 |

## 資料來源與註釋
1. ↑   (PDF).   [2019-12-16]. （原始内容存档 (PDF)于2019-12-16）.
2. ↑   (PDF). 香港特區政府憲報.   [2019-12-05]. （原始内容 (PDF)存档于2020-08-20）.
3. ↑  （繁體中文） (PDF). 選舉事務處.   [2017-08-06]. （原始内容存档 (PDF)于2021-02-16）.
4. ↑  . 香港01. 2019-11-23  [2019-12-30]. （原始内容存档于2019-12-30）.
5. ↑  . 立場新聞 Stand News.   [2019-12-25]. （原始内容存档于2019-10-04） （英语）.
6. ↑  . on.cc東網. 2021-04-20  [2021-05-03]. （原始内容存档于2021-05-03）.